# Матери площади Мая

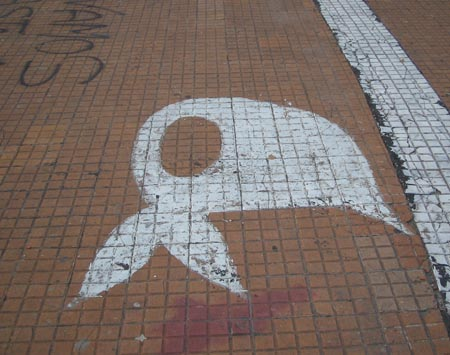
Белая косынка как символ матерей площади Мая, нарисованная на площади

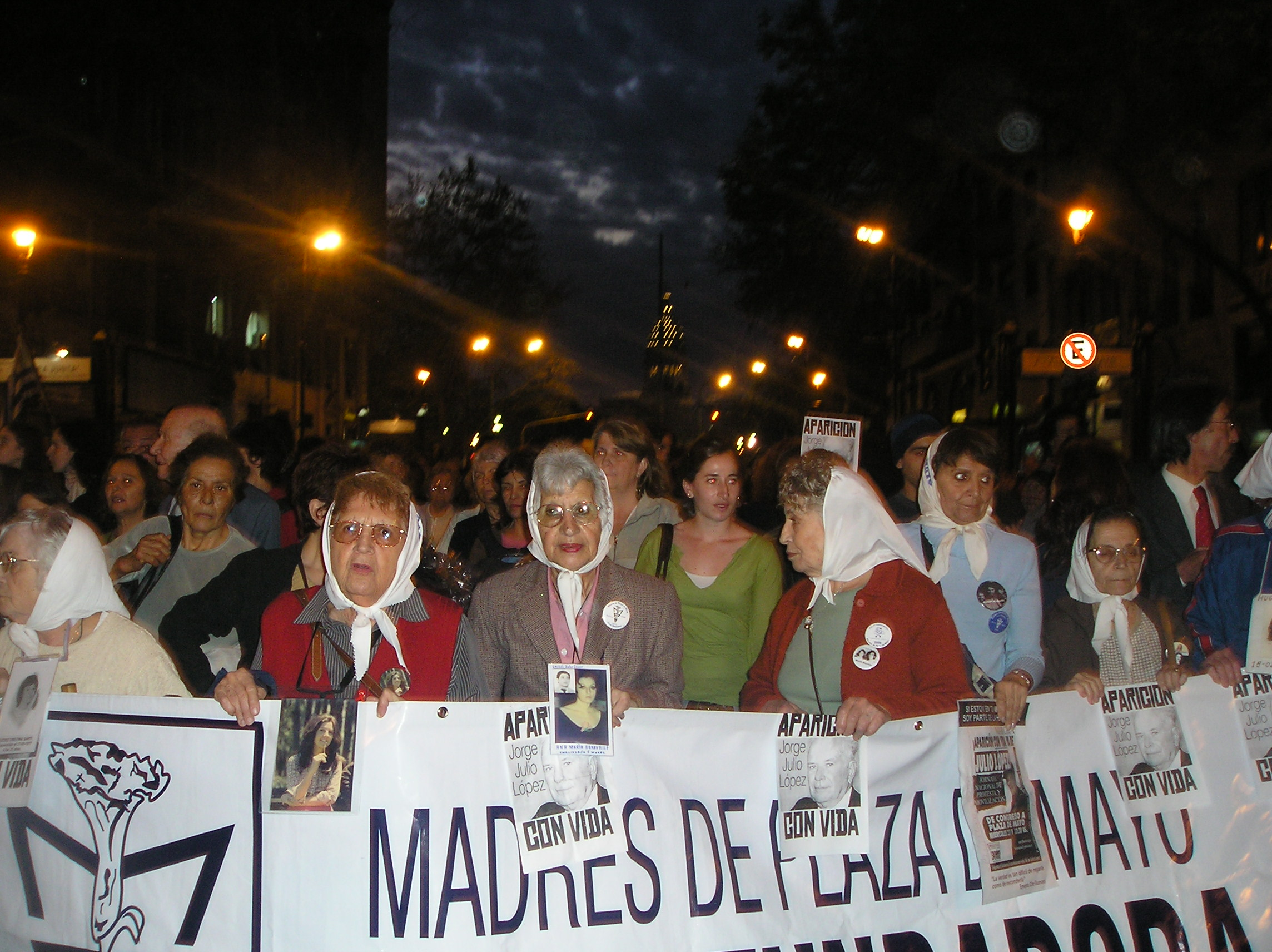
В 2006 году

Матери площади Мая (исп. Asociación Madres de Plaza de Mayo) — общественное движение, ассоциации аргентинских матерей, чьи дети исчезли во время проведения политики «Грязной войны» в период военной диктатуры, именуемой «Процессом национальной реорганизации», между 1976 и 1983 годами в Аргентине. Своё название движение получило от названия центральной площади Буэнос-Айреса — площади Мая, где начиная с 30 апреля 1977 года каждый четверг прямо напротив дома правительства стали собираться женщины, дети которых бесследно пропали.
Существует также аналогичное движение, названное Бабушки площади Мая (исп. Asociación Civil Abuelas de Plaza de Mayo), состоящее из женщин, чьи дочери или невестки на момент исчезновения были беременны.

## История
После военного переворота 24 марта 1976 года власть в Аргентине оказалась в руках военной хунты, была провозглашена политика «Национальной реорганизации» (получившая в народе название «Грязная война»). Аргентина в то время находилась на грани гражданской войны, и для того, чтобы предотвратить революцию, президент Видела и окружавшая его хунта избрали политику террора. За время нахождения хунты у власти около 30 тысяч человек были арестованы, затем люди подвергались пыткам и расстрелу. Использовались также так называемые «полёты смерти» когда заключённых сбрасывали с летящего над Атлантическим океаном самолёта или вертолёта. Выжившие помещались в секретные охраняемые центры и камеры, об этих исчезнувших людях, как и о местах их содержания, никому известно не было. Женщины, родившие в заключении, разлучались со своими детьми, таким образом, около 500 детей потеряли связь со своей настоящей семьёй — всех их отдавали на усыновления в военные семьи, поддерживающие хунту. На фоне репрессий власть жестоко подавляла любые попытки упоминания о своих злодеяниях, вселяя в людей ужас даже при самой мысли о протесте.
Изначальной целью встречи на площади была попытка добиться аудиенции у тогдашнего де-факто президента Хорхе Рафаэля Видела. Идею подала Асусена Вильяфлор, когда в пятницу 30 апреля 1977 года она и ещё 13 женщин (которые пытались узнать о судьбе своих похищенных детей) дожидались, когда их примет секретарь военного викария в столичной курии. Сказав, что так они ничего не добьются, Вильяфлор предложила выйти прямо на площадь Мая к Каса Росада, чтобы Хорхе мог их там увидеть. Когда женщины пришли на митинг, то к ним сразу же подошла полиция и сообщила, что собрания групп из трёх и более человек и неподвижное стояние в общественных местах запрещены, и приказала им двигаться, имея в виду покинуть площадь. Вместо этого женщины начали медленно ходить по кругу вокруг Майской пирамиды (центрального памятника площади). Чтобы не образовались группы по трое, они шли по двое, взявшись за руки.
Ничего не добившись в тот день женщины решили, что ровно через неделю они снова соберутся на том же месте. Во время следующего митинга женщин собралось побольше. Для третьей встречи было решено перенести митинг с пятницы на четверг и проводить его с 15:30 до 16:00 часов, так как в этот день и время через площадь будет проходить много народу. Чтобы узнать друг друга, женщины начали носить на головах белые платки, первоначально сделанные из ткани пелёнок. Хотя в условиях диктатуры аргентинская пресса полностью обошла вниманием данные встречи, слухи о данной акции быстро разносились по городу и стране, поэтому с каждой встречей численность женщин увеличивалась.
Таким образом, каждый четверг после 30 апреля 1977 года на площади стали собираться женщины, узнававшие друг друга по белому платку, покрывавшему голову, который на самом деле являлся детской пелёнкой. Они стали называть себя «матерями площади Мая». Начиная с 1978 года женщины стали просить помощи у мирового сообщества, однако ни католическая церковь в лице папы Павла VI, ни детский фонд ООН (UNICEF) на направленные письма не ответили. Лишь в августе 1978 года аргентинская газета «La Prensa» опубликовала большое обращение женщин, имевшее сильный международный резонанс и привлёкшее внимание мирового сообщества к аргентинской проблеме, что в значительной мере облегчило поиск людей. Военные признали похищения 9 тысяч человек, однако матери площади Мая настаивали на 25-30 тысячах похищенных. После падения хунты государственная гражданская комиссия подтвердила 11 тысяч случаев пропажи людей, более точную цифру определить невозможно из-за секретности, сопровождавшей похищения.
«Бабушки площади Мая» начали разыскивать своих внуков в 1983 году, когда было восстановлено конституционное правительство. С ними активно сотрудничали генетики из США, которые взяли у них образцы ДНК, чтобы сравнить их с ДНК предполагаемых внуков, если те будут найдены. От выживших в заключении женщины узнавали, что новорождённых отдавали на нелегальное усыновление, и пытались через суды добиться аннулирования этого усыновления — по причине секретности усыновления личности тех детей тогда установить не удалось, а с середины 1990-х какие-либо судебные прошения стало вообще невозможно удовлетворить, потому что дети к тому моменту стали уже юридически совершеннолетними. Тогда женщины начали кампанию по информированию общественности, подавая в СМИ объявления с призывом к аргентинцам, которые родились в период хунты и выросли в военных семьях. Такая тактика быстро принесла свои плоды, и в итоге к 2023 году было обнаружено 132 таких ребёнка. Так, президент ассоциации Энрикета Эстела Барнс де Карлотто в 2014 году разыскала своего внука Игнасио — он вырос под именем Игнасио Хурбан, но после установления родства официально поменял своё имя на Игнасио Монтоя Карлотто.
Сегодня гражданская ассоциация «Abuelas de Plaza de Mayo» располагает шестью офисами, расположенными по всей Аргентине, которые продолжают проводить собственные расследования в поисках «исчезнувших» внуков и детей и всевозможными способами привлекают внимание общественности к необходимости соблюдения прав человека. В 2008 году ассоциация «Матери площади Мая» была номинирована на получение Нобелевской премии мира, об организации снято множество документальных и художественных фильмов.

## Радио La Voz de las Madres
16 ноября 2005 года ассоциация «Матери площади Мая» открыла радиостанцию La Voz de las Madres, как альтернативу официальным СМИ. Канал вещает на частоте 530 кГц в Аргентине и через Интернет по всему миру.

## В искусстве
В 1988 году шотландский композитор и дирижёр Джеймс Макмиллан, вдохновлённый поиском матерями своих пропавших детей, написал произведение «Búsqueda (Поиск)». В работе использована декламация стихов, написанных некоторыми матерями, сопровождаемая литургическими песнопениями католической мессы.
Рок-группа U2 написала песню «Mothers of the Disappeared» в знак уважения к делу Матерей площади Мая. Песня появилась в альбоме 1987 года The Joshua Tree. В 2023 году Екатерина Яшникова написала песню «Луна», которую посвятила матерям площади Мая. Также у петербургской группы «Aleks el Gato & Mirliton Band» есть песня «Самба Двадцатилетних», посвящённая жертвам «Грязной Войны» и матерям площади Мая.
Документальный фильм 1985 года «Матери Плаза де Майо», снятый режиссёрами Сюзаной Блаустейн Муньос и Лурдес Портильо, был номинирован на премию Оскар как лучший документальный фильм.
Фильм режиссёра Луиса Пуэнсо «Официальная версия» (La historia oficial, 1985) получил 9 премий «Серебряный кондор» и стал первым фильмом в истории аргентинского кинематографа, получившим премию Оскар в номинации Лучший иностранный фильм и вторым фильмом, получившим в той же номинации Золотой глобус.
Фильм аргентинского режиссёра Гастона Бирабена «Пленница» (Cautiva, 2003) стал лауреатом Кинофестиваля в Сан-Себастьяне в 2003 году.
9 марта 2007 года на 22-м Международном кинофестивале в Мар-дель-Плата состоялась премьера фильма «Матери» в разделе «Память в движении».
В фильме «Страсть, любовь и ненависть в Буэнос-Айресе» (Ariel: Back to Buenos Aires, 2022), снятом Элисон Мюррэй, главный герой пытается узнать тайну своего рождения, обращаясь за помощью к Бабушкам площади Мая.